# Solaris Cluster
Oracle Solaris Cluster (ранее Sun Cluster или SunCluster) — кластерное программное обеспечение для операционной системы Solaris, разработанное корпорацией Sun Microsystems. Оно используется для увеличения доступности приложений (например, баз данных, коммерческих веб-сайтов). Sun Cluster даёт возможность удалённым компьютерам и узлам работать вместе; при отказе одного из них другие продолжат предоставлять требуемый сервис. Узлы могут быть расположены в одном дата-центре или на разных континентах.

## Предыстория
Solaris Cluster предоставляет службы, которые остаются доступными при отказе индивидуальных компонентов. Solaris Cluster предоставляет два типа высокодоступных служб: failover services и scalable services.
Для обеспечения сохранности и доступности данных Solaris Cluster использует сети хранения данных.
Solaris Cluster — пример кластеризации на уровне ядра. Некоторые процессы работают как обычные системные процессы в своей системе, но имеют специальный доступ к функциям ядра других систем в кластере.
В июле 2007 Sun открыла исходный код Solaris Cluster сообществу OpenSolaris HA Clusters.

## Solaris Cluster Geographic Edition
Продукт SCGE был выпущен в августе 2005. Он позволяет управлять двумя системами Solaris Cluster как целым. Обновлённые данные копируются на удалённую систему почти в реальном времени; удалённая система может быстро принять на себя предоставление сервиса, в случае повреждения основной системы.
На сегодняшний день SCGE поддерживает репликацию с Sun StorageTek AVS, EMC SRDF и Hitachi TrueCopy. Реализована поддержка репликации для Oracle Data Guard и MySQL.

## Proxy File System
PxFS (Proxy file system) — это распределённая, высокодоступная, POSIX-совместимая внутренняя файловая система Solaris Cluster.

## Поддержка приложений
Solaris Cluster поддерживает приложения Siebel Systems, SAP Livecache, WebLogic Server, Sun Java Application Server, MySQL, Oracle RAC, Oracle E-Business Suite и Samba.